# The Dance (álbum)
The Dance é um álbum ao vivo de Fleetwood Mac, lançado em 1997. Foi o primeiro álbum a reunir a chamada formação clássica da banda, protagonizada por Stevie Nicks, Lindsey Buckingham, Mick Fleetwood, Christine McVie e John McVie desde Tango in the Night (1987). O repertório mesclou regravações de sucessos do grupo e algumas inéditas no formato MTV Unplugged. No ano seguinte ao lançamento da obra, Christine McVie deixou o conjunto.

## Faixas
1. "The Chain" (Buckingham, Fleetwood, McVie, McVie, Nicks) - 5:11
2. "Dreams" (Nicks) - 4:39
3. "Everywhere" (McVie) - 3:28
4. "Rhiannon" (Nicks) - 6:48
5. "I'm So Afraid" (Buckingham) - 7:45
6. "Temporary One" (McVie, Quintela) - 4:00
7. "Bleed to Love Her" (Buckingham) - 3:27
8. "Big Love" (Buckingham) - 3:06
9. "Landslide" (Nicks) - 4:28
10. "Say You Love Me" (McVie) - 5:00
11. "My Little Demon" (Buckingham) - 3:33
12. "Silver Springs" (Nicks) - 5:41
13. "You Make Loving Fun" (McVie) - 3:50
14. "Sweet Girl" (Nicks) - 3:19
15. "Go Your Own Way" (Buckingham) - 5:00
16. "Tusk" (Buckingham) - 4:22
17. "Don't Stop" (McVie) - 5:31